# 新しい風 (テレビドラマ)
『新しい風』（あたらしいかぜ）は、2004年4月15日から6月24日まで毎週木曜日22:00 - 22:54に、TBS系で放送された日本のテレビドラマ。主演はともさかりえ。初回は15分拡大の22:00 - 23:09に放送。

## キャスト

### 新見家
新見真子
演 - ともさかりえ
主人公。児童書専門店で働く傍ら絵本作家を目指していたが、夫が政治家を目指すことになり状況が一変する。
新見昴
演 - 吉田栄作
真子の夫。東都新聞政治部記者。
新見萌
演 - 森迫永依
昴と先妻との間の娘。

### 料亭「しば田」
柴田雪乃
演 - 伊藤蘭
政界の議員たちが集う料亭「しば田」の女将。
柴田綾
演 - 小田茜
雪乃の娘。母が女将を務める料亭を手伝っている。

### JBCテレビ
近沢沙希
演 - 新山千春
真子の高校時代の同級生であり、JBCテレビ報道局政治部記者。
江口弘之
演 - 山下真司
JBCテレビ報道局政治部長。

### その他
林原雅巳
演 - 段田安則
昴の秘書。中澤の秘書を務めていたが中澤の命令で昴の秘書になる。
秋吉圭吾
演 - 高杉瑞穂
東都新聞政治部記者。昴の同僚。
山岡鉄也
演 - 高知東生
昴の友人。
森田修
演 - 田中実
昴の義兄。
森田陽子
演 - 匠ひびき
修の妻。
小田島一郎
演 - 小野寺昭
進民党総裁。
舟木茂男
演 - 石橋蓮司
昴のライバル代議士。大衆党幹事長。
舟木冴子
演 - 山口美也子
舟木の妻。
藤森信介
演 - 筒井康隆
東都新聞会長。
佐倉千代子
演 - 大森暁美
真子の母。
延岡さつき
演 - 市毛良枝
延岡の妻。夫と共に真子・昴夫妻を支える。
黒川敏
演 - 寺田農
中澤の秘書。
中澤美登里
演 - 野際陽子
中澤の妻。議員の妻たちが集う「ワイヴズ・ソサエティ」の会長。真子に代議士の妻としての流儀の教育を行う。
延岡良治
演 - 橋爪功
東都新聞政治部部長。昴の上司。
中澤幹夫
演 - 植木等
大物代議士。次期総理の椅子を狙う実力者でもある。昴に政治家を目指すように推す。

## スタッフ
- 脚本 - 後藤法子、浅野有生子、田中江里夏、成瀬活雄
- 演出 - 三城真一、松田礼人、竹村謙太郎
- 主題歌 - 笹川美和「金木犀」
- イメージソング - ミッシェル・ポルナレフ「シェリーに口づけ」
- チーフプロデュース - 貴島誠一郎
- プロデュース - 刀根鉄太
- 制作 - ドリマックス・テレビジョン
- 製作 - TBS

## 放送日程
- 初回は15分拡大して放送。

| 話数                                                      | 放送日        | サブタイトル                    | 脚本                | 演出       | 視聴率 |
| --------------------------------------------------------- | ------------- | ------------------------------- | ------------------- | ---------- | ------ |
| 第1話                                                     | 2004年4月15日 | 夫の転職先は永田町でした        | 浅野有生子          | 三城真一   | 6.9%   |
| 第2話                                                     | 2004年4月22日 | ライバル代議士の醜聞            | 後藤法子            | 三城真一   | 6.7%   |
| 第3話                                                     | 2004年4月29日 | 代議士の妻になる教育            | 後藤法子 田中江里夏 | 松田礼人   | 5.6%   |
| 第4話                                                     | 2004年5月06日 | 総理に恥をかかせた男            | 成瀬活雄            | 竹村謙太郎 | 5.4%   |
| 第5話                                                     | 2004年5月13日 | 地獄の選挙戦の裏側              | 後藤法子            | 三城真一   | 5.6%   |
| 第6話                                                     | 2004年5月20日 | 現行犯逮捕!怪文書!最後の切り札! | 後藤法子 成瀬活雄   | 松田礼人   | 6.5%   |
| 第7話                                                     | 2004年5月27日 | 落選!?踊る大選挙戦              | 後藤法子            | 竹村謙太郎 | 5.7%   |
| 第8話                                                     | 2004年6月03日 | 訣別                            | 成瀬活雄            | 三城真一   | 5.9%   |
| 第9話                                                     | 2004年6月10日 | 嘘をつかない政治家              | 後藤法子            | 松田礼人   | 5.5%   |
| 第10話                                                    | 2004年6月17日 | 追及せよ総理の犯罪              | 成瀬活雄            | 松田礼人   | 5.4%   |
| 最終話                                                    | 2004年6月24日 | 国民の声                        | 後藤法子            | 三城真一   | 5.9%   |
| 平均視聴率 5.9%（視聴率は関東地区・ビデオリサーチ社調べ） |               |                                 |                     |            |        |